# Our Lady and St Francis Secondary School

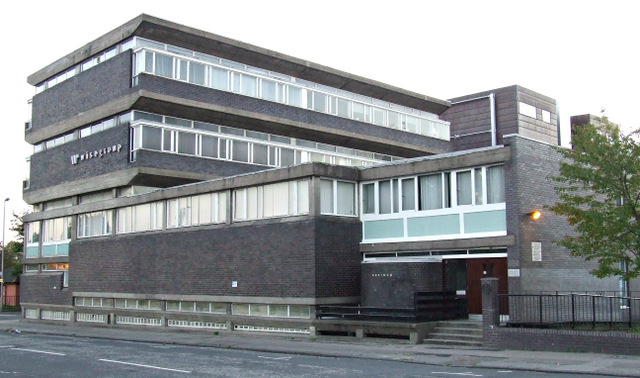
Our Lady and St Francis Secondary School

Die Our Lady and St Francis Secondary School war eine Schule in der schottischen Stadt Glasgow. 1989 wurde ihr Gebäude in die schottischen Denkmallisten in der höchsten Denkmalkategorie A aufgenommen.

## Geschichte
Die Schule wurde im Jahre 1849 als römisch-katholische Klosterschule gegründet. Zwischen 1921 und 1923 wurde ein Hauptgebäude nach einem Entwurf des schottischen Architekten Thomas Baird errichtet. Dieses wurde zwischen 1950 und 1954 durch einen Anbau erweitert. Den Entwurf lieferte das Architekturbüro Gillespie, Kidd & Coia, das zahlreiche Arbeiten innerhalb des Erzbistums Glasgow ausführte. Gillespie, Kidd & Coia planten auch den zwischen 1958 und 1964 hinzugefügten Neubau. Am 16. April 1964 wurde er eröffnet. Für das Projekt, das 1965 der Royal Scottish Academy vorgestellt wurde, zeichnet Isi Metzstein federführend verantwortlich. Im Laufe der 1970er Jahre wurde Alexander Buchanan Campbell mit Änderungen betraut. 1989 wurde die Schule geschlossen. Heute ist nur noch der in den 1960er Jahren entstandene Bau erhalten.

## Beschreibung
Die ehemalige Schule steht an der Einmündung der Charlotte Street in die Greendyke Street östlich des Glasgower Stadtzentrums. Ihre moderne Gestaltung weist Parallelen zur Architektur Le Corbusiers auf. Die Fassaden sind mit blau-schwarzem Backstein und Sichtbetonelementen gestaltet. Die vierstöckige Hauptfassade entlang der Greendyke Street ist sieben Achsen weit. In den beiden oberen Stockwerken treten verglaste Balkone heraus. Deren horizontale Glaselemente kontrastiert das flächig vertikal verglaste Treppenhaus. Entlang der Charlotte Street erstreckt sich ein einstöckiger Flügel. Bezüglich der Gestaltung entspricht er weitgehend dem Hauptgebäude.